# シン・ニシムラ
シン・ニシムラ（1976年 - ）は、日本のテクノミュージシャン、DJ。

## 経歴
中学生時代に電気グルーヴを聴き始め、イギリスに留学した1993年にてクラブカルチャーに触れ始めた。ミュージシャンとしての活動は1996年に中国上海へ留学していた時代からスタートさせている。
上海では、当時の中心的なクラブであるD.D's Clubにてレジデントを務めるなど、上海のクラブシーンの中心人物の一人であった。また香港を中心に活動していたテクネイジアらを上海に呼んでプレイするなど、共に音楽活動を行ったりもした。
2001年のMAYDAY出演以降、中国国外での活動が盛んになった。またこの時期中国のクラブに対する警察の取り締まりが厳しくなったこともあり、2002年に活動拠点を日本へと移した。WIREへも同年初出演を果たしている。
自身の運営するレコードレーベルは2つ存在し、それぞれPlus Records、Deka Traxxである。

## ディスコグラフィー
- Star Light（2005年）
- Vlow（2007年）
- Identity Politics（2008年）
- Identity Politics Remixes（2008年）
- Mash (2012年)

## ミックスCD
- Plus Dj Mix Vol.3（2002年）
- Mix With A Cheer（2006年）